# Quatro Barras
Quatro Barras este un oraș în Paraná (PR), Brazilia.